# Лутіла
Лутіла (словац. Lutila) — село, громада округу Ж'яр-над-Гроном, Банськобистрицький край, центральна Словаччина, регіон Теков. Кадастрова площа громади — 25,98 км². Протікає річка Коперніца.
Населення 1341 особа (станом на 31 грудня 2017 року).

## Історія
Лутіла згадується в 1491 році.

## Населення
| Рік:            | 1994. | 2004.    | 2014.   | 2024.   |
| --------------- | ----- | -------- | ------- | ------- |
| Кількість осіб: | 1135  | 1332     | 1324    | 1382    |
| Різниця:        |       | +17,35 % | -0,60 % | +4,38 % |

| Рік:            | 2023. | 2024.   |
| --------------- | ----- | ------- |
| Кількість осіб: | 1377  | 1382    |
| Різниця:        |       | +0,36 % |